# Toyota Corolla WRC
La Toyota Corolla WRC è una versione sportiva della Toyota Corolla (E110), specificatamente progettata per partecipare al Campionato del mondo rally, in cui ha gareggiato dal 1997 al 1999 vincendo quattro gare, due con Carlos Sainz, una con Didier Auriol nella stagione 1998 e una nel 1999 ancora con Auriol, aggiudicandosi il titolo costruttori nel 1999.

## Presentazione
Le antenate della Corolla WRC erano le Toyota Celica GT-Four che hanno gareggiato dal 1988 al 1996 in tre versioni (ST165, ST185 ed ST205) cogliendo numerosi successi tra cui 4 campionati piloti, 3 costruttori ed un totale di 30 vittorie di tappa nel mondiale.

## Storia
A differenza della Celica, che era una diretta evoluzione della versione sportiva stradale, la Corolla, pur derivando la sua forma dalla vettura di produzione di serie, era stata concepita appositamente per il nuovo regolamento WRC introdotto dalla FIA proprio nella stagione 1997. Durante il progetto emersero problemi di dislocazione dell'equipaggiamento nella vettura a causa delle minori dimensioni della stessa rispetto alla vittoriosa antenata, motivo per cui venne adottata una nuova disposizione meccanica (motore trasversale accoppiato con un cambio sequenziale XTrac).
A partire dal 1998 venne adottato un nuovo motore che portò la Toyota ad ottenere tre successi in stagione ed il secondo posto nella classifica finale costruttori e piloti (con Carlos Sainz), alle spalle del solo Tommi Mäkinen e della sua Mitsubishi Lancer Evo VI.
Al termine della stagione 1999, in cui la vettura ottenne il suo ultimo acuto con la vittoria  di Didier Auriol nel Rally di Cina, la casa giapponese decide di ritirarsi dai rally per impegnarsi totalmente in Formula 1 con il team Toyota Racing a partire dal 2002 e sino al 2009 senza però raggiungere alcun traguardo di rilievo. Dopo il ritiro dalle competizioni la Corolla WRC è stata utilizzata negli anni a venire da teams non ufficiali e da numerosi piloti privati conquistando il campionato europeo nel 2000 con Henrik Lundgaard. Conquistò anche la prima edizione della coppa del mondo per team privati assieme alla Celica Gt Four St205 (FIA Teams Cup) per il team italiano Grifone nel 1998 e l'ultima edizione del 2001 per il Toyota Castrol team Denmark.

## Palmarès

### Campionato del mondo rally
- - 1 Campionato del mondo marche (1999)

#### Vittorie nel WRC
| # | Anno | Rally                                  | Superficie       | Pilota        | Co-pilota      |
| - | ---- | -------------------------------------- | ---------------- | ------------- | -------------- |
| 1 | 1998 | 66ème Rallye Automobile de Monte-Carlo | Ghiaccio/Asfalto | Carlos Sainz  | Luis Moya      |
| 2 | 1998 | 34º Rallye Catalunya-Costa Brava       | Asfalto          | Didier Auriol | Denis Giraudet |
| 3 | 1998 | 28th Rally New Zealand                 | Sterrato         | Carlos Sainz  | Luis Moya      |
| 4 | 1999 | 3rd China Rally                        | Sterrato         | Didier Auriol | Denis Giraudet |